# Конституційна Асамблея Італії
Конституційна Асамблея Італійської республіки (італ. Assemblea Costituente della Repubblica Italiana) — виборний законодавчий орган, що мав на меті розробку нової конституції для нової італійської держави — Італійської Республіки.

## Історія
Членів Асамблеї було обрано на загальних виборах, що відбулись 2 червня 1946 року. Одночасно відбувався конституційний референдум, на якому більшість виборців підтримали республіканську форму правління. Асамблея працювала від 25 червня 1946 до 31 січня 1948 року. Засідання відбувались у палаццо Монтечиторіо в Римі.
22 грудня 1947 року Асамблея ухвалила остаточний текст Конституції Італії, що набрала чинності 1 січня 1948.
Окрім розробки та ухвалення тексту конституції, Асамблея також виконувала такі функції: видавала мандат довіри уряду, приймала державний бюджет і ратифікувала міжнародні угоди. Серед іншого Асамблея ратифікувала Паризький мирний договір, що встановлював умови миру з Антигітлерівською коаліцією.
28 червня Асамблея обрала тимчасовим главою держави Енріко де Ніколу.

## Склад
Разом до складу Асамблеї було обрано 556 депутатів. Найбільші фракції утворили Християнсько-демократична (207 депутатів), Соціалістична (115) і Комуністична (104) партії.

## Голови Конституційної Асамблеї
- Джузеппе Сарагат — від 25 червня 1946 до 6 лютого 1947
- Умберто Елія Террачіні — від 8 лютого 1947 до 31 січня 1948.